# Madi Queta
Madi Queta (sinh ngày 21 tháng 10 năm 1998) là một cầu thủ bóng đá người Bồ Đào Nha thi đấu cho FC Porto B ở vị trí tiền đạo.

## Sự nghiệp câu lạc bộ
Ngày 19 tháng 8 năm 2017, Queta có màn ra mắt cho FC Porto B trong trận đấu tại LigaPro 2017–18 trước Penafiel.